# Rajon Pantjarevo
rajon Pantjarevo (bulgariska: Район Панчарево) är ett distrikt i Bulgarien.   Det ligger i kommunen Stolitjna Obsjtina och regionen Sofija-grad, i den västra delen av landet, 23 km sydost om huvudstaden Sofia. Orter i distriktet är Bistritsa, German, Dolni Pasarel, Zjeleznitsa, Kazitjene, Kokaljane, Krivina, Lozen, Pancharevo och Plana.
I omgivningarna runt rajon Pantjarevo växer i huvudsak lövfällande lövskog. Runt rajon Pantjarevo är det tätbefolkat, med 570 invånare per kvadratkilometer.